# سینه‌سرخ زمینی کهتر
سینه‌سرخ زمینی کهتر (نام علمی: Amalocichla incerta) نام یک گونه از سرده سینه‌سرخ‌های زمینی است.